# Friedrich Felix Mencke
Friedrich Felix Mencke (né le 15 avril 1811 à Coesfeld, mort le 24 avril 1874 à Münster) est un prêtre catholique allemand, premier prévôt des forces armées prussiennes.

## Biographie
Après l'abitur en 1832, il étudie à Münster est ordonné prêtre en 1837. La même année, il devient coopérateur à Greven puis obtient son doctorat en théologie de l'Ancien Testament et en langues orientales à Münster. Il est conseiller scolaire et spirituel.
Après que la pastorale militaire prussienne est redéfinie en 1848 et que le prince-évêque de Breslau, le cardinal Melchior Ferdinand Joseph von Diepenbrock exerce aussi les fonctions de premier évêque militaire prussien, il transfère le 12 mai 1852 ses fonctions officielles à Friedrich Felix Mencke. Mencke reçoit le titre de prévôt des forces armées prussiennes, mais n'est pas un évêque et est sous l'autorité directe du cardinal Diepenbrock. À sa mort, en 1853, Friedrich Felix Mencke doit obtenir la permission explicite à Rome de continuer à occuper son poste de prévôt. Le prêtre devient chanoine à Münster et s'installe le 9 mai 1859 en tant que doyen.
Le successeur de Mencke en tant que prévôt est Léopold Pelldram en 1859, d'abord sans autorité épiscopale.